# Нивський провулок
Ни́вський прову́лок — провулок в Шевченківському районі міста Києва, місцевість Нивки. Пролягає від Брюссельської вулиці до Нивської вулиці.
Прилучається Олександрівська вулиця.

## Історія
Провулок виник у 50-х роках XX століття під назвою Нова вулиця. У 1955 році набув назву Нивський, від назви місцевості, де він пролягає.
Не пізніше 1958 року назву було виправлено на «Невський провулок», як такий, що прилучається до Невської вулиці.
Сучасна уточнена назва — з 2021 року.